# Тукаево (Бураевский район)
Тукаево (баш. Тукай) — деревня в Бураевском районе Республики Башкортостан Российской Федерации. Входит в состав Бадраковского сельсовета.

## География
Географическое положение:
Расстояние до:
- районного центра (Бураево): 24 км,
- центра сельсовета (Большебадраково): 6 км,
- ближайшей ж/д станции (Янаул): 92 км.

## Этимология
Татарское название деревни —  тат. Тукай, получило в честь татарского поэта Габдуллы Тукая.

## История
Татарская деревня основана 1926 году переселенцами из соседеней деревни Бадраково (нынешнее название - Большебадраково).

## Население
| 2002 | 2009 | 2010 |
| ---- | ---- | ---- |
| 109  | ↘108 | ↘101 |

Согласно переписи 2010 года, преобладающая национальность — татары.

## Религия
В деревне есть мечеть.